# Petre Tobă
Petre Tobă, né le 18 juin 1964, est un officier de police et homme politique roumain.
Il est ministre des Affaires intérieures du 17 novembre 2015 au 7 septembre 2016.

## Biographie

### Formation et vie professionnelle
Il étudie à l'Institut de la construction de Bucarest entre 1985 et 1989.
Il intègre la police en 1990, étant affecté à Bucarest. Il suit une formation à l'Institut des études pour l'ordre public en 1991, et étudie le droit à l'Académie de police de 1996 à 2000.
En 2009, il accède aux grade et fonctions d'inspecteur général de la Police roumaine. Il entre dans la haute administration en 2011, en tant que secrétaire général adjoint du ministère de l'Administration et de l'Intérieur. En mars 2012, il est nommé secrétaire d'État, chef du département de l'Ordre et la sécurité publics.
Il retrouve ses fonctions d'inspecteur général à peine deux mois plus tard.

### Membre du gouvernement
Le 17 novembre 2015, Petre Tobă est nommé à 51 ans ministre des Affaires intérieures dans le gouvernement de technocrates de l'indépendant Dacian Cioloș.